# Juan de Quintana
Juan de Quintana (¿Vic?/¿Huesca?, siglo XV–Segovia, 1534) Teólogo, fraile franciscano y consejero del emperador Carlos V.

## Biografía
Las fuentes disienten sobre su origen. Ramón de Huesca, en su recopilación de abades de Montearagón, lo hace natural de Huesca o de su diócesis. Felix Latassa y Ortín en cambio lo hace de origen mallorquín. Otras lo hacen hijo de un mercader llamado Pedro Quintana, procedente de una familia de carniceros asentados en Vic, y de su mujer Juana Cruzat.
Juan de Quintana fue estudiante de las doctrinas de Erasmo y estudió en la Universidad de la Sorbona de París, recibiendo en esta su doctorado en 1510. Su adscripción religiosa es igualmente debatida, pues autores como Latassa lo hacen franciscano, algo omitido en otros. 
Fue miembro de la Cortes de Aragón y parte del consejo del rey de Aragón, Fernando el católico. A la muerte del rey católico pasó al servicio del nuevo monarca, Carlos V, sirviendo como inquisidor en la represión de alumbrados y protestantes.
Fue también uno de los miembros de la facultad de artes libres en Zaragoza. Tal facultad fue una de las primeras de la Universidad de Zaragoza. En la capital aragonesa probablemente conoció a Miguel Servet, a quien contrató como secretario (1526–1527 y 1529–1530). Probablemente, influyó de forma notable en Miguel Servet.
En 1530 Quintana llega a ser consejero de Carlos V, del que llegaría a ser confesor. Muestra del favor real fue su nombramiento en 1532 como abad del monasterio de Montearagón, uno de los más ricos de la corona de Aragón. Fue miembro de la corte imperial hasta su muerte en 1534. 
Falleció en Segovia en noviembre de 1534.